# Wet tegemoetkoming schade bij rampen
De Wet tegemoetkoming schade bij rampen (tot 1 oktober 2010: Wet tegemoetkoming schade bij rampen en zware ongevallen) is een Nederlandse wet die vastgesteld is in 1998. Doel is regels te stellen voor een tegemoetkoming door het Rijk aan gedupeerden in de schade en de kosten bij een overstroming door zoet water, een aardbeving, een andere ramp of een ander zwaar ongeval.

## Uitvoering door het Rijk
In een door het Rijk aangewezen rampgebied is er voor gedupeerden recht op een tegemoetkoming voor een aantal vormen van door een expert vastgestelde en onverzekerde schade c.q. kosten die daar het rechtstreeks en onmiddellijk gevolg van is/zijn, te weten:
- de schade aan een woning, woonwagen of woonschip en de inboedel
- de schade aan de openbare infrastructurele voorzieningen
- de schade aan de vaste en de vlottende activa
- de teeltplanschade aan gewassen
- de bedrijfsschade als gevolg van verlies of verwonding van de veestapel
- de kosten om het landbouwbedrijf weer op te starten;
- de evacuatiekosten van personen en roerende zaken
- de kosten van voorkoming vooraf en opruiming achteraf van de schade

## Medewerking door provincies en gemeenten
Het Rijk kan de gemeenteraad, het college van burgemeester en wethouders, provinciale staten en gedeputeerde staten verplichten mee te werken aan een goede uitvoering van deze wet.

## Kosten en middelen
Het Rijk maakt van tevoren regels hoe aanvraag door gedupeerden moet worden ingediend en behandeld. Ook kunnen er regels komen waarmee eerst voorschotten worden uitgekeerd. Er zijn verder regels voor de vergoeding van kosten voor de hulp van provincies en gemeenten.